# Thuès-les-Bains

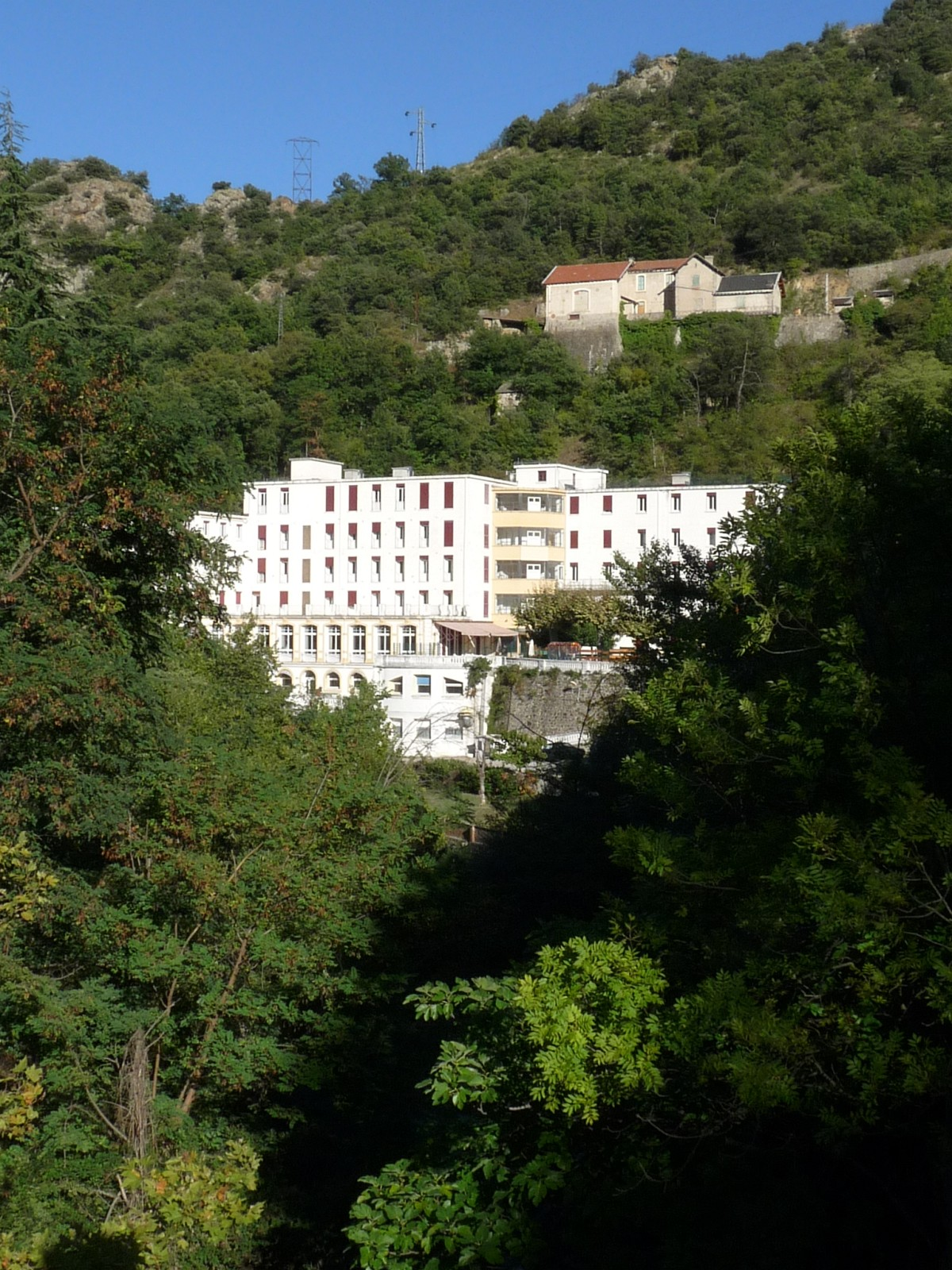
Vue de Thuès-les-Bains.

Thuès-les-Bains est un lieu-dit situé sur le territoire de la commune de Nyer, dans les Pyrénées-Orientales, en France. Une station thermale y a été implantée au XIXe siècle, en bordure du cours d'eau, la Têt, station thermale ensuite transformée en un centre de rééducation fonctionnelle, puis une maison d'accueil spécialisée.
De sources d'eau chaude se trouvent à proximité qui expliquent le développement du thermalisme.
Depuis le début du XXIe siècle, des activités de canyoning en eau chaude sont en complément proposées dans le lit du torrent du Faget qui se jette dans la Têt légèrement en amont du lieu-dit.

## Localisation et accès
La station thermale se trouve administrativement sur le territoire de la commune de Nyer bien qu'elle soit à une distance routière de l'ordre de quatre kilomètres du centre du bourg, et à proximité (moins de deux kilomètres) de la commune en amont de Thuès-Entre-Valls.
Elle est en bordure de la RN 116, qui relie Bourg-Madame (en amont) à Perpignan.

## Histoire
Située près des anciennes sources chaudes d'Eixalada, l'emplacement de Thuès-les-Bains faisait jadis partie du territoire de la commune d'En, jusqu'à ce que celle-ci soit intégrée à la commune de Nyer en 1822.
Les bâtiments de bains n'ont toutefois été édifiés qu'après la réunification des deux communes, en l'occurrence en 1860, au moment du grand développement du thermalisme pyrénéen, permis par le développement des chemins de fer, et sous l'impulsion de l'impératrice Eugénie, épouse de Napoléon III.

## Tourisme et culture à proximité

### Activités sportives
Légèrement en amont du lieu-dit, coule le torrent de Faget, qui permet la pratique du canyoning en hiver, même par temps de neige en raison des résurgences de sources d'eau thermale — pouvant aller jusqu'à 60 °C — que l'on trouve tout le long de la descente,.
Le torrent est à toute proximité du lieu-dit de Thuès-les-Bains (commune de Nyer) ; néanmoins, d'un point de vue administratif, il se trouve en lisière de la commune voisine de Thuès-Entre-Valls.

### Monastère Saint-André d'Eixalada
Le monastère Saint-André d'Eixalada, construit en 840 près des sources chaudes, sur la rive droite de la Têt, environ un kilomètre en aval de l'actuel établissement thermal de Thuès-les-Bains, en fin du défilé des Graus, est détruit par une crue en octobre 878, moins de quarante ans après son édification ; les moines déménagent alors pour fonder l'abbaye Saint-Michel de Cuxa, près de Prades. Il ne reste aucune trace de ces bâtiments du haut Moyen Âge.